# Comarca d'Anguiano
La Comarca d'Anguiano, La Rioja, (Espanya). A la regió Rioja Alta, de la zona de Sierra.
Núm. de municipis: 17
Superfície: 720,45 {\displaystyle Km^{2}}
Població (2007): 3.834 habitants
Densitat: 5,32 hab/{\displaystyle Km^{2}}
Latitud mitjana: 42º 14' 34" nord
Longitud mitjana: 2º 50' 26" oest
Altitud mitjana: 830,53 msnm

## Municipis de la comarca
- Anguiano
- Baños de Río Tobía
- Berceo
- Brieva de Cameros
- Canales de la Sierra
- Estollo
- Ledesma de la Cogolla
- Mansilla de la Sierra
- Matute
- Pedroso
- San Millán de la Cogolla
- Tobía
- Ventrosa
- Villavelayo
- Villaverde de Rioja
- Viniegra de Abajo
- Viniegra de Arriba